# Jóhan Troest Davidsen
Jóhan Troest Davidsen (* 31. Januar 1988) ist ein färöischer Fußballspieler, der auch für die färöische Nationalmannschaft spielt.

## Verein
Davidsen begann seine Karriere bei NSÍ Runavík. Bereits mit 16 Jahren absolvierte er die Gruppenspiele im Pokal, sein erstes Pflichtspiel, in welchem er in der 86. Minute für Rúni Rasmussen eingewechselt wurde, ging mit 1:2 gegen B36 Tórshavn verloren. Sein erstes Ligaspiel für NSÍ absolvierte er am 1. Spieltag gegen VB Vágur in der ersten Liga, welches 1:1 endete. Hierbei wurde er in der 81. Minute für Andy Olsen eingewechselt. Daraufhin wurde er zunächst für die zweite Mannschaft in der dritten Liga eingesetzt, wurde aber auch im Pokalfinale gegen HB Tórshavn, welches mit 1:3 verloren wurde, eingewechselt und bestritt die letzten beiden Erstligaspiele von Beginn an.
Noch in der Jugend wechselte Davidsen zum isländischen Klub FH Hafnarfjörður, von wo er wiederum in die U-19 des FC Everton nach England wechselte. Nachdem sich der Färinger bei den Mannen aus Liverpool nicht durchsetzen konnte, wurde er 2006 in die Heimat ausgeliehen und spielte ein halbes Jahr wieder beim NSÍ Runavík hauptsächlich in der ersten Liga. Daraufhin wurde Davidsen für ein weiteres halbes Jahr an Skála ÍF verliehen, wo er zu den Stammspielern zählte. Hierbei erzielte er am 19. Spieltag beim Auswärtsspiel gegen VB/Sumba sein erstes Pflichtspieltor zum Endstand von 4:0.
Anfang Januar 2007 kehrte er zu Runavík zurück, wo er als Stammspieler prompt färöischer Meister wurde. Er spielte in diesem Jahr unter anderen mit Hjalgrím Elttør, Jónhard Frederiksberg, Christian Høgni Jacobsen, Jens Martin Knudsen, Bogi Løkin, Pól Thorsteinsson und Einar Tróndargjógv in einer Mannschaft. Im Jahr darauf wurde der färöische Supercup gegen den Pokalsieger EB/Streymur mit 4:0 gewonnen.
Anfang 2011 wechselte Davidsen zu Aarhus Fremad in die dänische 2. Division, kehrte im Sommer 2012 jedoch wieder auf die Färöer zu HB Tórshavn zurück. 2013 gewann er unter anderem gemeinsam mit Fróði Benjaminsen, Andrew av Fløtum, Christian Mouritsen und Símun Eiler Samuelsen seine zweite Meisterschaft. Im Supercup 2014 unterlag HB gegen Pokalsieger Víkingur Gøta mit 1:2, im Landespokalfinale gegen denselben Gegner mit 0:1.
Nach seinem Wechsel 2018 zu Pokalsieger NSÍ Runavík verlor er das Spiel um den Supercup im Elfmeterschießen gegen Víkingur Gøta.

### Europapokal
20 Mal spielte Davidsen bisher im Europapokal. Das erste Spiel absolvierte er 2006/07 für Skála ÍF in der ersten Qualifikationsrunde des UEFA-Pokals im Heimspiel gegen Start Kristiansand, welches 0:1 verloren wurde. Auch im Rückspiel unterlag Skála, diesmal mit 0:3. Des Weiteren nahm er 2008/09 mit NSÍ Runavík an der UEFA-Champions-League-Qualifikation teil. NSÍ schied gegen Dinamo Tiflis insgesamt mit 1:3 aus, wobei das Heimspiel mit 1:0 gewonnen werden konnte. Sein einziges Tor erzielte er für HB Tórshavn in der ersten Qualifikationsrunde der UEFA Europa League 2013/14 zum 1:1-Endstand im Auswärtsspiel gegen ÍBV Vestmannaeyjar. Nach dem 0:1 im Rückspiel schied HB aus.

## Nationalmannschaft
Davidsen durchlief die U-17, U-19 und U-21 der Färöer, ehe er am 17. Oktober 2007 sein Debüt für die Nationalmannschaft beim EM-Qualifikationsspiel gegen die Ukraine in Kiew gab, welches mit 0:5 verloren wurde. International hat er 35 Spiele für die Färöer bestritten, wobei er am 21. November 2007 bei der 1:3-Niederlage im EM-Qualifikationsspiel gegen Italien das 1:3 durch Rógvi Jacobsen per Flanke vorbereitete. Seinen letzten Einsatz hatte er im WM-Qualifikationsspiel gegen die Schweiz in Tórshavn am 9. Juni 2017, welches mit 0:2 verloren wurde. Davidsen wurde hierbei in der 70. Minute für Odmar Færø ausgewechselt.

## Erfolge
- 2× Färöischer Meister: 2007, 2013
- 1× Färöischer Supercup-Sieger: 2008